# كايو غواجابا
كايو غواجابا (بالإنجليزية: Cayo Guajaba)‏ هي جزيرة تابعة لـ كوبا.